# Мотмос
Мотмос — село в городском округе город Выкса Нижегородской области, входящее в состав административно-территориального образования город Выкса.

## География
Село расположено в 2 км на север от города Выкса на автодороге 22К-0040 — подъезд к городу Выкса от автодороги Владимир – Муром – Арзамас.

## История
Деревня Мотмос отмечена на карте Менде Владимирской губернии 1850 года. Мотмосский приход образован в 1896 году, когда освящена была здесь отдельная церковь, до того времени деревня Мотмос была в приходе к церкви Дощато-железнинского завода. В июле 1896 года деревянный храм был торжественно открыт и освящен в честь Покрова Пресвятой Богородицы. Приход состоял из одного села Мотмоса, в котором по клировым ведомостям числилось 317 дворов, 970 мужчин и 1093 женщины. В годы Советской Власти церковь была утрачена. 
В конце XIX — начале XX века Мотмос — крупное село в составе Досчатинской волости Меленковского уезда Владимирской губернии. 
С 1929 года село являлось центром Мотмосского сельсовета в составе Выксунского района. С 2011 года — в составе городского округа город Выкса.

## Население
| 1859 | 1897 |
| ---- | ---- |
| 1100 | 1751 |

| 1859 | 1897  | 1905  | 1999  | 2002  | 2010  |
| ---- | ----- | ----- | ----- | ----- | ----- |
| 1100 | ↗1751 | ↗1894 | ↘1582 | ↗1683 | ↗1858 |